# Stade Feliciano Cáceres
 (avril 2025).
Si vous disposez d'ouvrages ou d'articles de référence ou si vous connaissez des sites web de qualité traitant du thème abordé ici, merci de compléter l'article en donnant les références utiles à sa vérifiabilité et en les liant à la section « Notes et références ».
L'Estadio Feliciano Cáceres (français : Stade Feliciano Cáceres) est un stade de football situé dans la ville de Luque au Paraguay. La capacité de l'enceinte est de 35 000 spectateurs.

## Histoire
Le nom est dû au premier capitaine de l'équipe locale et président de cette institution, Don Feliciano Cáceres, qui pour son enthousiasme et son dévouement au club, l'a honoré en baptisant le stade avec son nom.
Don Feliciano Cáceres marchait dans les rues de la ville, rendait visite à des amis, cherchait l'enthousiasme pour la cause sacrée de l'institution, parfois seul, sans autre compagnie que sa claire conviction. Et à la foi qui a accompli son but.
De l'année 1921, celle de la fondation, jusqu'en 1943, son nom était lié, sans succession de continuité, aux cadres de l'entité. Il était capitaine général en 1921; Il a occupé la présidence de 1922 à 1925 et 1930; vice-présidence en 1936 et 1943; secrétaire en 1929, 1931, 1937, 1939, 1941 et 1942; trésorier en 1927 et 1928; vocal en l'année 1926; Administrateur de 1932 à 1940. Il a occupé tous les postes de direction, toujours avec le même enthousiasme.
Don Feliciano Cáceres a donné son âme au Seigneur en 1947, il aurait soixante ans. Aujourd'hui, le magnifique, rénové et beau stade du club porte son nom, en hommage, peut-être le plus juste qui a été donné à cet homme, qui est la source d'inspiration pour le Club Sportivo Luqueño.

## Compétitions sportives

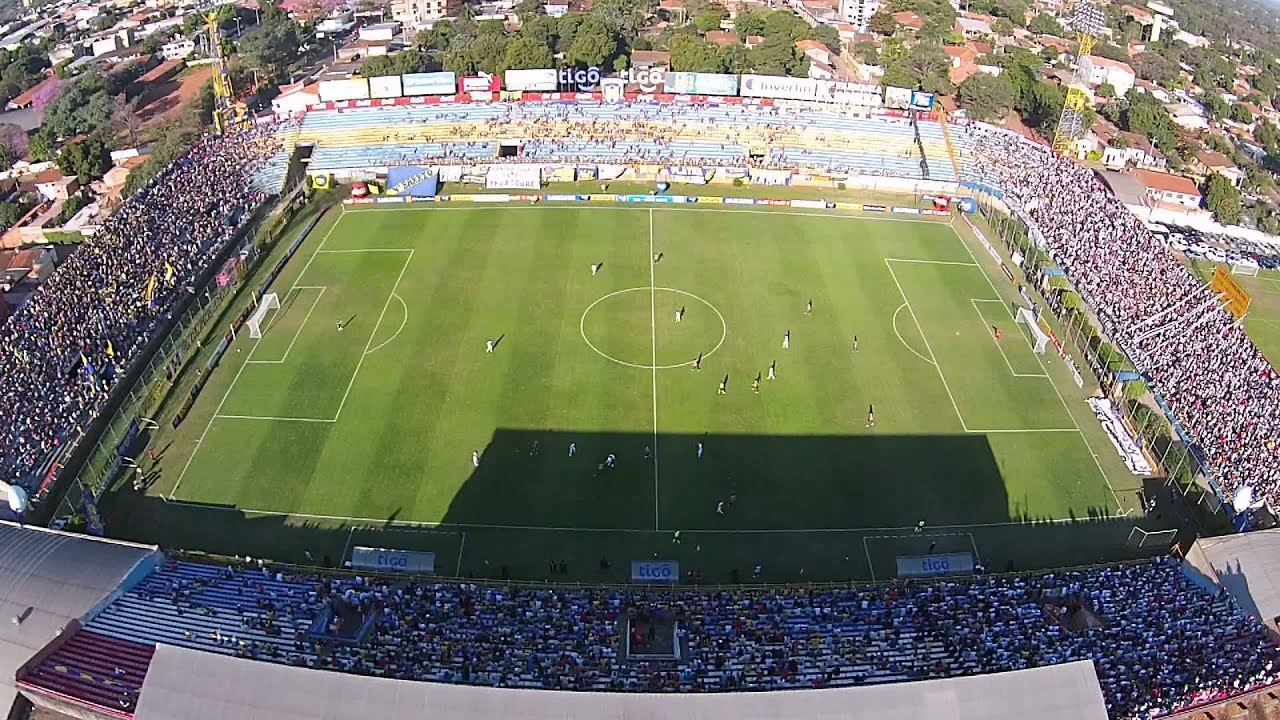
Estadio feliciano Caceres

Le stade Feliciano Cáceres sert d'enceinte au club de la ville, le CS Luqueño, et il accueille notamment des matchs de la Copa América 1999. 
Lors de la Copa América en 1999, des matches des équipes uruguayenne, colombienne, argentine et équatorienne ont été joués dans ce scénario. Trois matches de la dernière manche du South American Sub 20 de 2007 ont également été disputés sur ce site.
Bien que le nombre total de jeux prévus pour cette compétition dans ce stade était de six, les trois derniers ont été transférés au stade Defensores del Chaco en raison de la sécurité et du comportement du public.2
Le 27 février 2009, la FIFA a choisi Feliciano Cáceres comme première alternative à recevoir des engagements internationaux organisés par l'instance dirigeante du football mondial dans le cas extrême où le principal scénario de football du pays n'est pas disponible. De cette manière, l'équipe locale pourrait y jouer ses engagements correspondant aux qualifications de la Coupe du monde. Pour preuve, l'équipe nationale paraguayenne a déjà utilisé le stade Feliciano Cáceres pour les matches amicaux internationaux.